# Vrede van Brundisium
De Vrede van Brundisium (ook wel het Verdrag van Brundisium genoemd) was een verdrag in 40 v.Chr. tussen de Romeinse legerbevelhebbers Octavanius (de latere keizer Augustus),  Marcus Antonius en Lepidus. De drie regeerden sinds 43 v.Chr. gezamenlijk over het Romeinse Rijk als het tweede triumviraat.
Het verdrag werd gesloten in Brundisium, nu Brindisi in Italië. Het Romeinse Rijk werd in feite gedeeld met Octavanius in het westen en Antonius in het oosten; Lepidus kreeg Africa. Ter bezegeling van dit verdrag trouwde Antonius met Octavia, Octavianus' zuster.

## Hoofdbronnen
- Appianus, Bellum  Civile V 60-65.
- Cassius Dio, Historia Romana XLVIII 28.3-30.1.
- Plutarchus, Antonius 30-31.